# Кошкадзе, Александр
Александр (Алеко) Кошкадзе (груз. ალექსანდრე კოშკაძე; 4 декабря 1981) — грузинский футболист, полузащитник. Выступал за национальную сборную Грузии.

## Биография

### Клубная карьера
Начал выступать на взрослом уровне в 1999 году в тбилисском клубе «Мерани-91» в высшей лиге Грузии. Провёл в команде три с половиной сезона, сыграв 70 матчей. В дальнейшем сменил около 15 команд в чемпионате Грузии, практически нигде не задерживаясь надолго. Осенью 2003 года играл за «Сиони», ставший чемпионом страны сезона 2003/04, но покинул команду во время зимнего перерыва. В сезоне 2004/05 в составе кутаисского «Торпедо» стал серебряным призёром чемпионата, а на следующий год с клубом «Амери» завоевал Кубок Грузии. В 2009—2012 годах играл за тбилисское «Динамо», провёл за него около 100 матчей и стал трёхкратным серебряным призёром чемпионата (2008/09, 2009/10, 2010/11), а также обладателем Кубка страны (2008/09). С 2012 года играл за команды-середняки и аутсайдеры высшей лиги, а в 2016 году перешёл в клуб первой лиги «Имерети». В 2017 году вернулся в «Сиони», с которым по итогам сезона поднялся в высший дивизион. По итогам сезона 2019 года поднялся в высший дивизион с клубом «Телави».
Всего в высшей лиге Грузии сыграл более 400 матчей.

### Карьера в сборной
В национальной сборной Грузии дебютировал 11 августа 2010 года в товарищеском матче против Молдавии, заменив на 78-й минуте Владимира Двалишвили. Всего принял участие в 3 матчах за сборную в 2010 году, во всех выходил на замену в концовке матчей.

## Достижения
- Серебряный призёр чемпионата Грузии: 2004/05, 2008/09, 2009/10, 2010/11
- Обладатель Кубка Грузии: 2005/06, 2008/09